# Mordellistena pauxilla
Mordellistena pauxilla är en skalbaggsart som beskrevs av Liljeblad 1945. Mordellistena pauxilla ingår i släktet Mordellistena och familjen tornbaggar. Inga underarter finns listade i Catalogue of Life.